# Benz Patent-Motorwagen Victoria

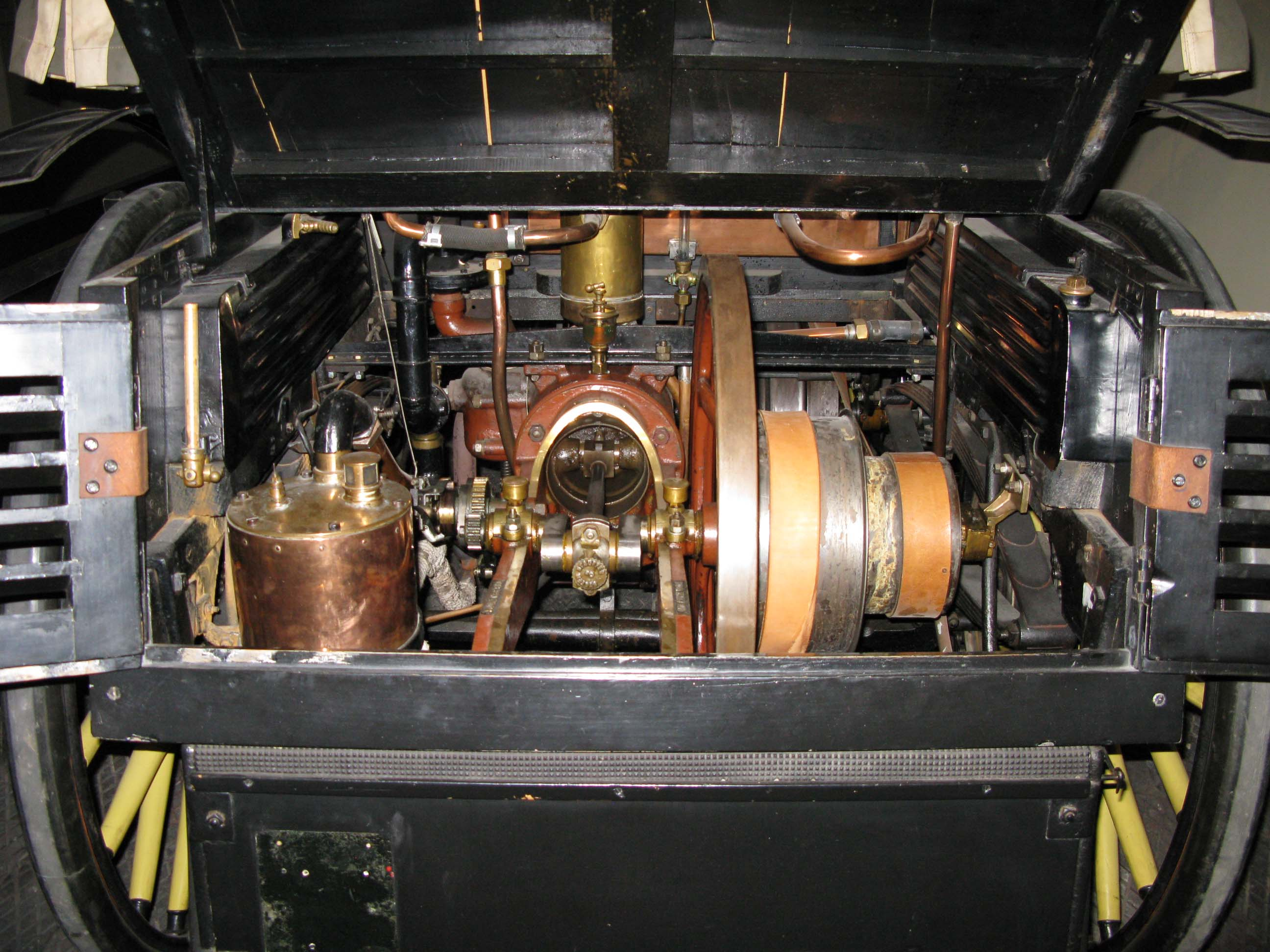
Motorraum: Kurbelkröpfung und Kolben in der Mitte, rechts davon Schwungrad und Riemenscheiben des II. und des I. Ganges

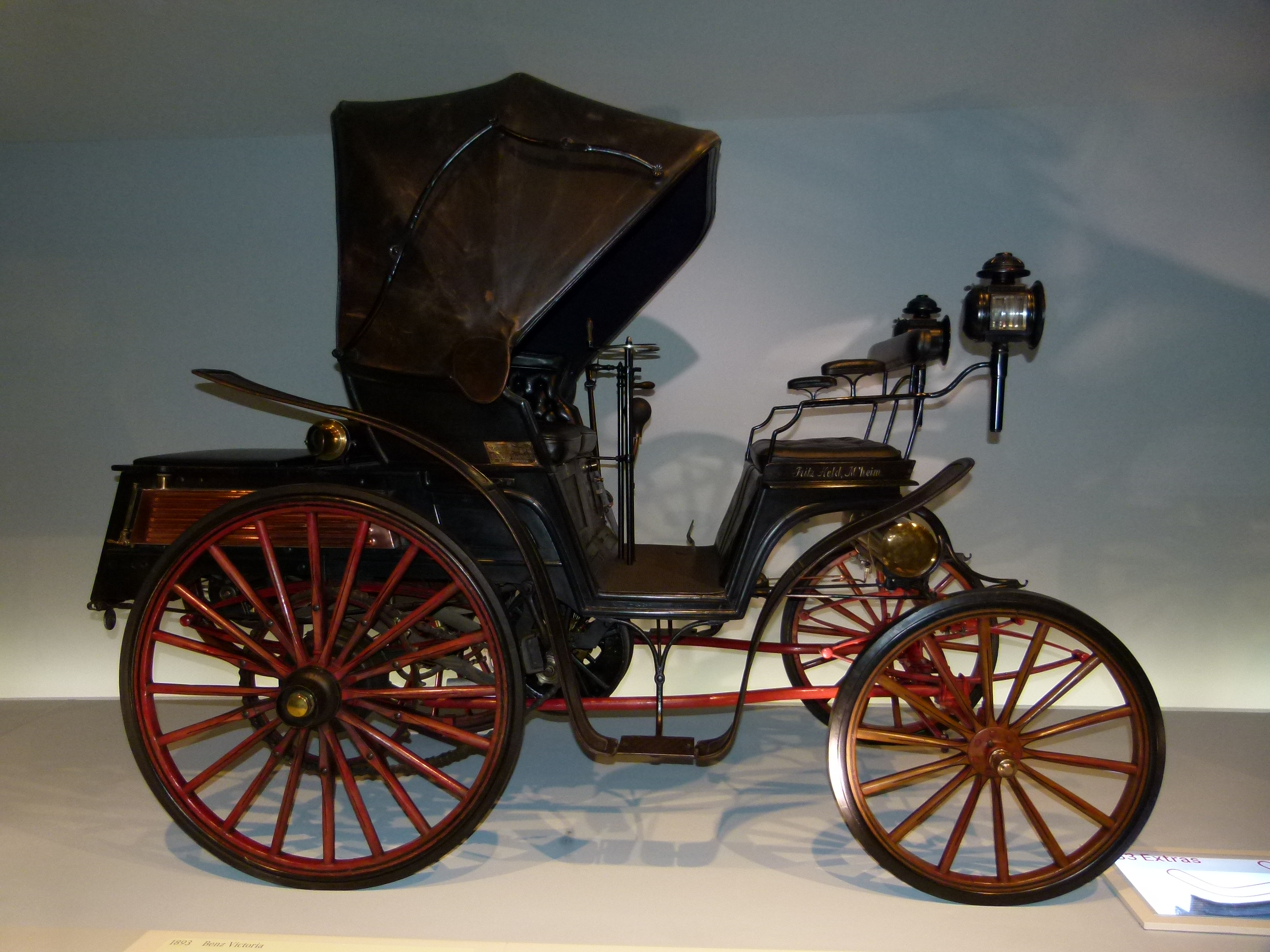
Benz Patent-Motorwagen Vis-à-Vis (1893)

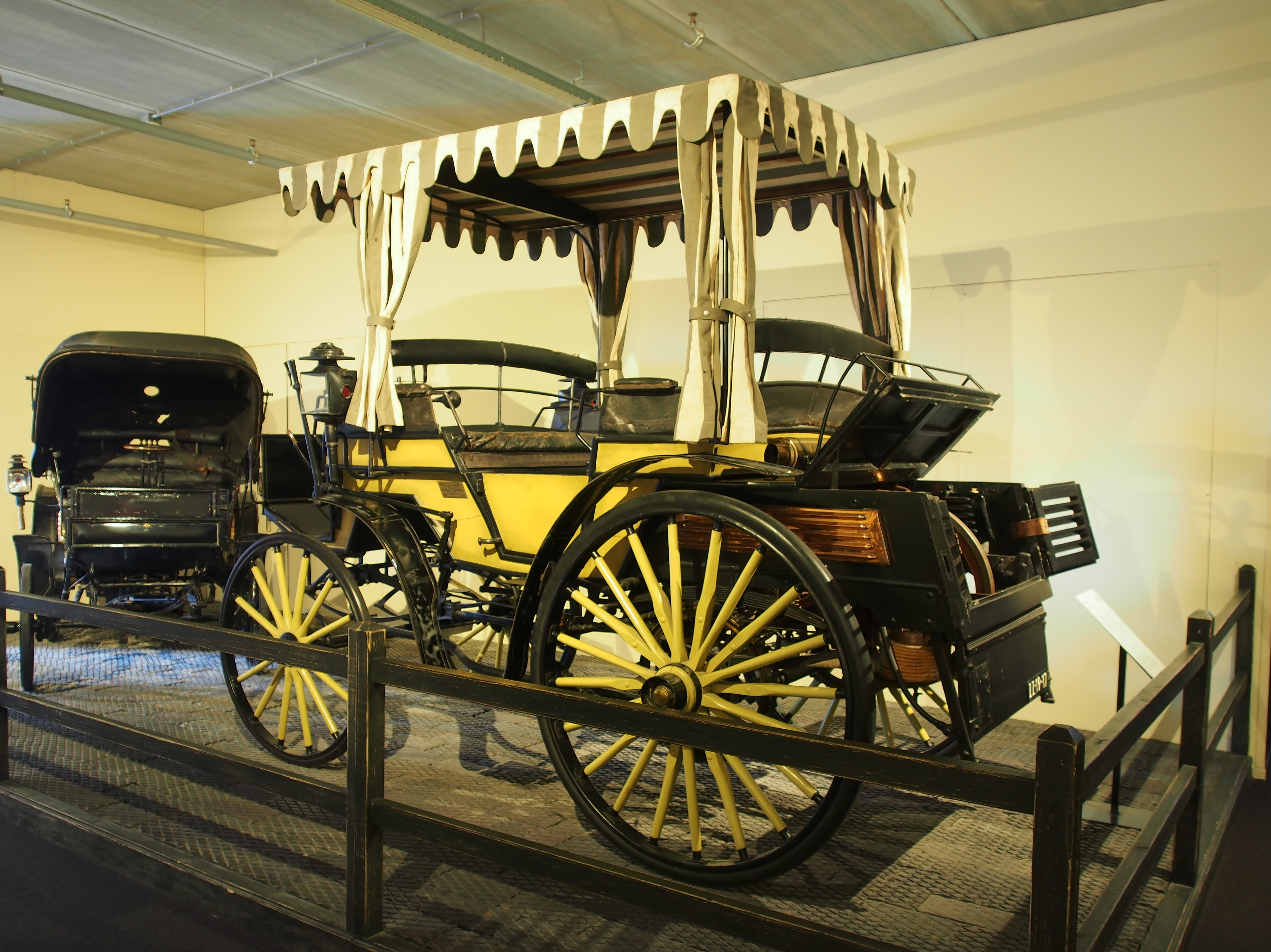
Benz Patent-Motorwagen Phaeton Langversion (1895)

Der Benz Patent-Motorwagen Victoria war das erste vierrädrige Fahrzeug des deutschen Maschinenbau- und Automobilunternehmens Benz & Co.

## Beschreibung
Das Fahrzeug war eine Weiterentwicklung des Benz Patent-Motorwagen Nummer 3.
Wie die Vorgängermodelle hatte der Wagen einen Einzylindermotor, der hinten im Fahrzeug liegend eingebaut war. Es gab unterschiedlich starke Motoren:
| Bauzeitraum | Hubraum  | Bohrung × Hub   | Leistung      | bei Drehzahl | Quelle |
| ----------- | -------- | --------------- | ------------- | ------------ | ------ |
| 1893–1896   | 1730 cm³ | 130 mm × 130 mm | 3 PS (2,2 kW) | 450 min−1    | [ 1 ]  |
| 1894–1895   | 1990 cm³ | 130 mm × 150 mm | 4 PS (2,9 kW) | 500 min−1    | [ 2 ]  |
| 1895–1898   | 2650 cm³ | 150 mm × 150 mm | 5 PS (3,7 kW) | 600 min−1    | [ 3 ]  |
| 1898–1900   | 2915 cm³ | 150 mm × 165 mm | 6 PS (4,4 kW) | 700 min−1    | [ 4 ]  |

Der Wärmeentwicklung des Motors wurde mit einer Verdampfungskühlung begegnet. Die Folge war, dass die Reichweite des Fahrzeugs nicht durch den Benzin- sondern durch den Wasserverbrauch begrenzt wurde. Für eine 939 km lange Teilstrecke der Fernfahrt durch Theodor Freiherr von Liebieg im Jahr 1894 benötigte der Wagen bei einer mittleren Geschwindigkeit von 13,5 km/h 140 Liter Benzin und 1500 Liter Wasser zur Kühlung des Motors.
Die Wagen hatten Holzspeichenräder und Starrachsen mit Vollelliptik-Blattfedern. Die Kraft des Motors wurde über ein zweigängiges Flachriemengetriebe und Ketten an die Hinterräder übertragen. Ab 1896 war auf Wunsch auch ein dreigängiges Planetengetriebe mit Rückwärtsgang erhältlich.
Als Hauptscheinwerfer kamen Kerzen in Messinglampen zum Einsatz. Das Fahrzeug verfügt noch über keine Elektrik.
Der Victoria war ein zweisitziger Phaeton. Gegen Aufpreis war eine kleine klappbare vordere Sitzbank erhältlich. Damit wurde der Aufbau zum Vis-à-vis. Ein solches Exemplar mit Modellnummer 99 aus dem Jahr 1894, beheimatet im Oldtimer-Museum in Einbeck, wurde im April 2019 unter diversen Auflagen zugelassen. Der Landkreis hatte eine Sondergenehmigung für den Betrieb bei Tage und guter Sicht ausgestellt, sodass die Beleuchtung nicht nachgerüstet werden musste. Zur Fahrtrichtungsanzeige genügt eine Winkerkelle. Das Fahrzeug erhielt im April 2023 vom TÜV Nord erneut die Prüfplakette für weitere zwei Jahre.

## Typenfamilie
Aus dem Victoria entstand im Laufe der Zeit eine Typenfamilie bzw. Baureihe. Diese Varianten trugen offiziell nicht den Namen Victoria, sondern wurden nach ihren Aufbauten benannt.
Eine Variante war der Vis-à-vis mit einer vollwertigen vorderen Sitzbank für zwei Personen.
Der Phaeton hatte zwei Sitzreihen, die beide so ausgerichtet waren, dass alle Fahrgäste in Fahrtrichtung schauten. Gelenkt wurde von der vorderen Sitzbank aus.
Die Phaeton Langversion, gelegentlich auch als Phaeton Vis-à-Vis bezeichnet, war zehn Zentimeter länger. Hinter der vorderen Sitzbank für den Fahrer befand sich ein Vis-à-vis-Abteil, in dem sich vier Personen gegenübersitzen konnten. Das Modell war auch mit Sonnendach erhältlich.
Das Landaulet hatte hinter der Fahrersitzbank ein kurzes geschlossenes Abteil mit Klappverdeck. Im Inneren war Platz für eine Sitzbank.
Der Landauer war länger und bot im hinteren Abteil zwei Sitzreihen, die gegenüber angeordnet waren.
Die Verkaufspreise lagen zwischen 3.800 und 6.150 Goldmark (entspricht heute zwischen 32.000 und 52.000 Euro).